# هنری دالیر
هنری دالیر (انگلیسی: Henri Dallier; ۲۰ مارس ۱۸۴۹ – ۲۱ دسامبر ۱۹۳۴) آهنگساز، و استاد دانشگاه اهل فرانسه بود.
وی همچنین برندهٔ جوایزی همچون لژیون دونور (شوالیه) و جایزه بزرگ رم شده‌است.